# Borland Database Engine
De Borland Database Engine (BDE) is een 32-bits softwarelaag tussen een databaseapplicatie en de eigenlijke database. De BDE is ontwikkeld door Borland om onder Windows te functioneren met verschillende databases (dBase, Paradox, SQL, Access).  De BDE kan/kon gebruikt worden in vrijwel alle ontwikkelomgevingen die Borland op de markt bracht zoals Delphi, Paradox en C++Builder. 